# Boehmeria japonica
Boehmeria japonica là loài thực vật có hoa trong họ Tầm ma. Loài này được (L.f.) Miq. mô tả khoa học đầu tiên năm 1867.